# Волынка
Волы́нка — традиционный музыкальный духовой язычковый инструмент многих народов мира. В Шотландии — главный национальный инструмент. Представляет собой мешок, который обычно делается из воловьей, телячьей или козьей шкуры, снятой целиком, в виде бурдюка, зашитой наглухо и снабжённой сверху трубкой для наполнения меха воздухом, с прикреплёнными снизу одной, двумя или тремя игральными язычковыми трубами, клавишами и ступками, служащими для создания многоголосия.

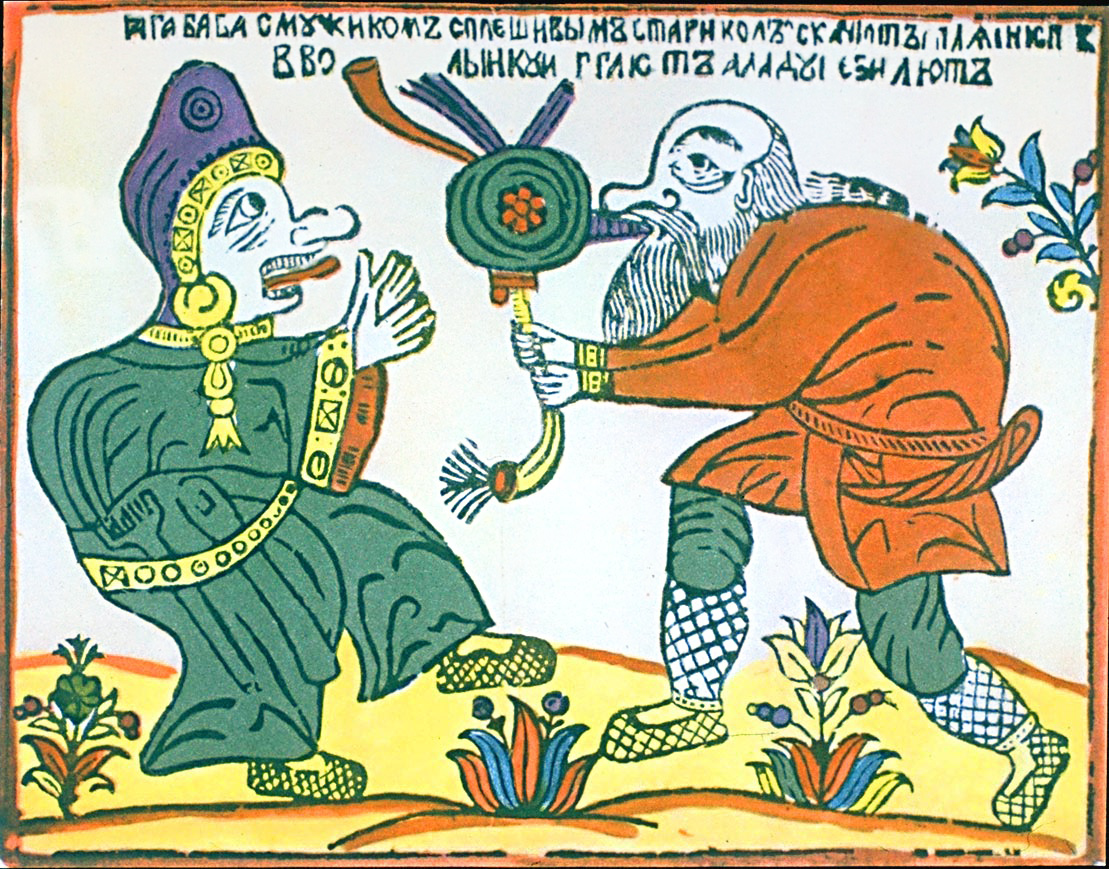
Мужик играет на волынке и танцует с Бабой Ягой. Лубок

## Этимология названия

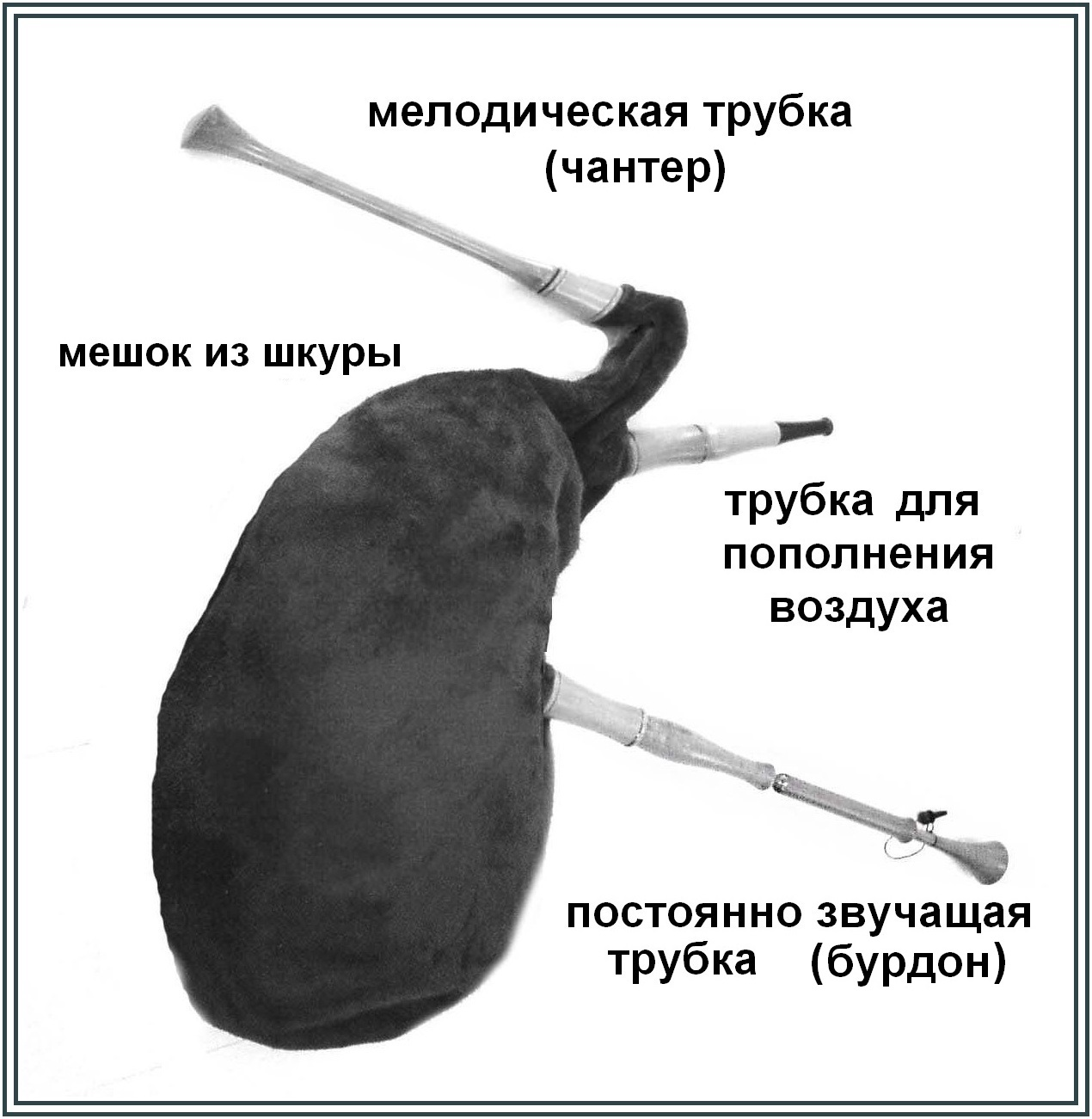
Устройство волынки

Слово «волынка», впервые фиксируемое в русскоязычных источниках в 1549 году, согласно Максу Фасмеру, происходит от названия исторической области Волынь на Украине, куда инструмент пришёл из Румынии. Более современные этимологические словари подтверждают эту версию. Владимир Даль полагал, что слово происходит от вол, поскольку этот инструмент изготовляется из воловьей шкуры.

## Техническое извлечение звука
Одна из трубок (мелодическая трубка, чантер) имеет боковые отверстия и служит для исполнения мелодии, а другие две (бурдоны) — басовые, которые настраиваются в чистую квинту. Бурдон подчёркивает остов октавного лада (ладового звукоряда), на основе которого сочиняется мелодия. Высота звучания бурдонных трубок может быть изменена посредством находящихся в них поршней.

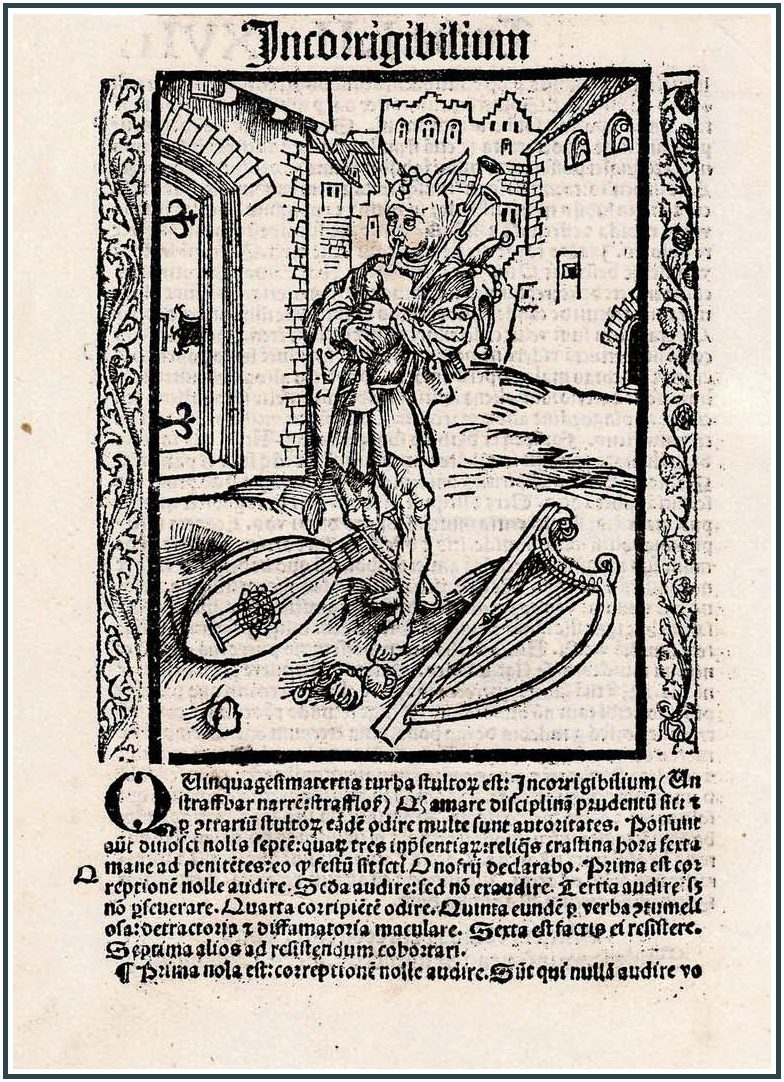
Волынщик. Фрагмент Navicula, sive Speculum fatuorum, с гравюрой Альбрехта Дюрера,1511.

## История

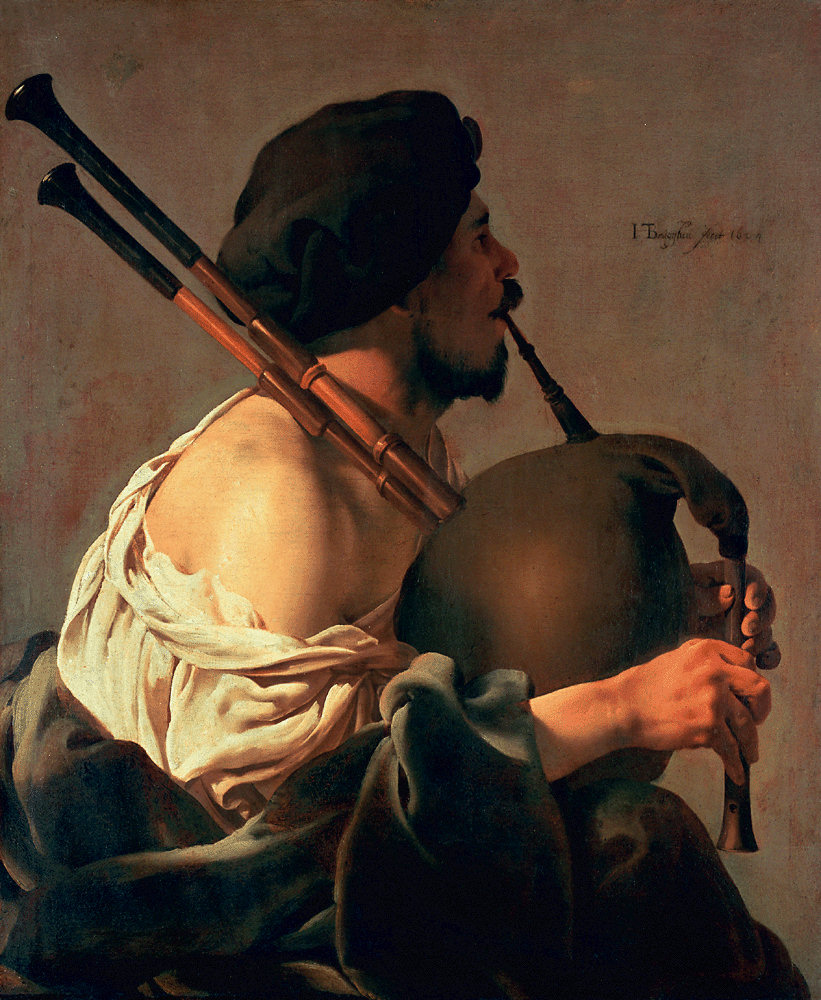
Гендрик ван Брюгген. «Волынщик» (1624)

Волынка — один из древнейших музыкальных инструментов, известных человечеству. Её история насчитывает не одно тысячелетие. Причиной этому — незамысловатое и доступное устройство инструмента. Кожаный бурдюк и деревянная трубка — все, что необходимо для простейшего извлечения звука. История волынки опирается на обширный исторический материал, включающий летописи, фрески, барельефы, статуэтки, старинные манускрипты вплоть до лубочных картинок, изображающих волынки в различные периоды своего развития.
Останки первого музыкального инструмента, идентифицированного как волынка, были найдены при раскопках древнего города Ур на территории царства Шумер, и датируются 3000 годом до н. э.
Одно из первых найденных изображений волынки датируется 1300 годом до н. э. Оно было обнаружено на стенах развалин дворца Эйюк в хеттском городе Сакчагёзю в 1908 году. На территории Персии было обнаружено и изображение первого ансамбля музыкантов — квартет, среди которых явно просматриваются волынщики. На территории города Сузы были найдены две терракотовые статуэтки возрастом более 3000 лет, изображающие волынщиков. Тысячелетнюю историю имеют и другие музыкальные инструменты — прообразы современной волынки, — найденные на территории Индии, Сирии, Египта и ряда других африканских стран.
Первые упоминания волынки в письменных источниках встречаются в древнегреческих источниках, начиная с 400 года до н. э. Так, Аристофан упоминает волынку в двух своих комедиях. В «Лисистрате» волынка (мешок) необходима для спартанского танца, а в «Ахарнянах» она присутствует как музыкальный инструмент для воспевания Феба и отмечается, что они дуют мешок через костяную трубку.
Волынка была популярна в Древнем Риме. Её упоминание можно найти как в письменных источниках, так и в сохранившихся изображениях в виде фресок и статуэток. Судя по массовости подобных источников, волынка была доступна всем слоям общества от аристократии до нищих. Особо популярна волынка была во времена правления императора Нерона. Причиной тому сам римский император — любитель музыки и театра. Дион Златоуст в I веке писал о современном ему правителе (возможно, Нероне), который играл на тибии (римском авлосе) «как устами, так и заправляя кожу в подмышки (др.-греч. ταῖς μασχάλαις ἀσκὸν ὑποβάλλοντα), во избежание упрёков Афины». Светоний упомянул волынку как инструмент, на котором Нерон хотел участвовать в публичном музыкальном конкурсе.
Вместе с римскими завоеваниями волынка распространяется на Скандинавию, Прибалтику, страны Западной и Восточной Европы, Балканы, Поволжье, Кавказ, страны Северной Африки.
В то же время в самом Риме с его упадком постепенно исчезают упоминания и о самой волынки — вплоть до IX века. Одно из первых печатных изображений волынки было создано Дюрером в 1494 году. На созданной им ксилографии был изображён волынщик, пренебрегающий лютней и арфой. Ксилография предназначалась для издания Бранта Корабль дураков, а затем размещена в книге Иоганна Гейлера Navicula, sive Speculum fatuorum 1511 года. Она распространяется и в Англию, Шотландию и Ирландию. Именно в Шотландии волынка получила наибольшее развитие и популярность, особенно в XVI—XIX веках на северо-западе страны, став поистине народным инструментом — символом страны. Волынка стала неотъемлемым элементом, обеспечивающим звуковое сопровождение всех важных событий в жизни шотландцев — от ритуальных и торжественных дат до различных бытовых сигналов. В Англии волынка даже признавалась разновидностью оружия, служащего для поднятия боевого духа.
Начиная с XIV века упоминания волынки в Европе носят массовый характер, а её изображения становится близкими к современным.
В XVII-XVIII веках волынка, прежде бывшая распространённой исключительно в народной среде, проникает и в высшие круги западноевропейского общества, входя в моду у аристократии. Появились-волынщики виртуозы, как, например, Жак Оттетер (также бывший известным флейтистом), начали создаваться музыкальные композиции для волынок, вводивишхся в состав оркестра. Однако в XIX столетии волынка, вышедшая из моды, стала вытесняться более совершенными инструментами семейства ручных гармоник.

## Типология и различия
Некоторые волынки устроены так, что надуваются не ртом, а мехом для нагнетания воздуха, который приводится в движение правой рукой. К таким волынкам относится ирландская волынка.

### Английская волынка

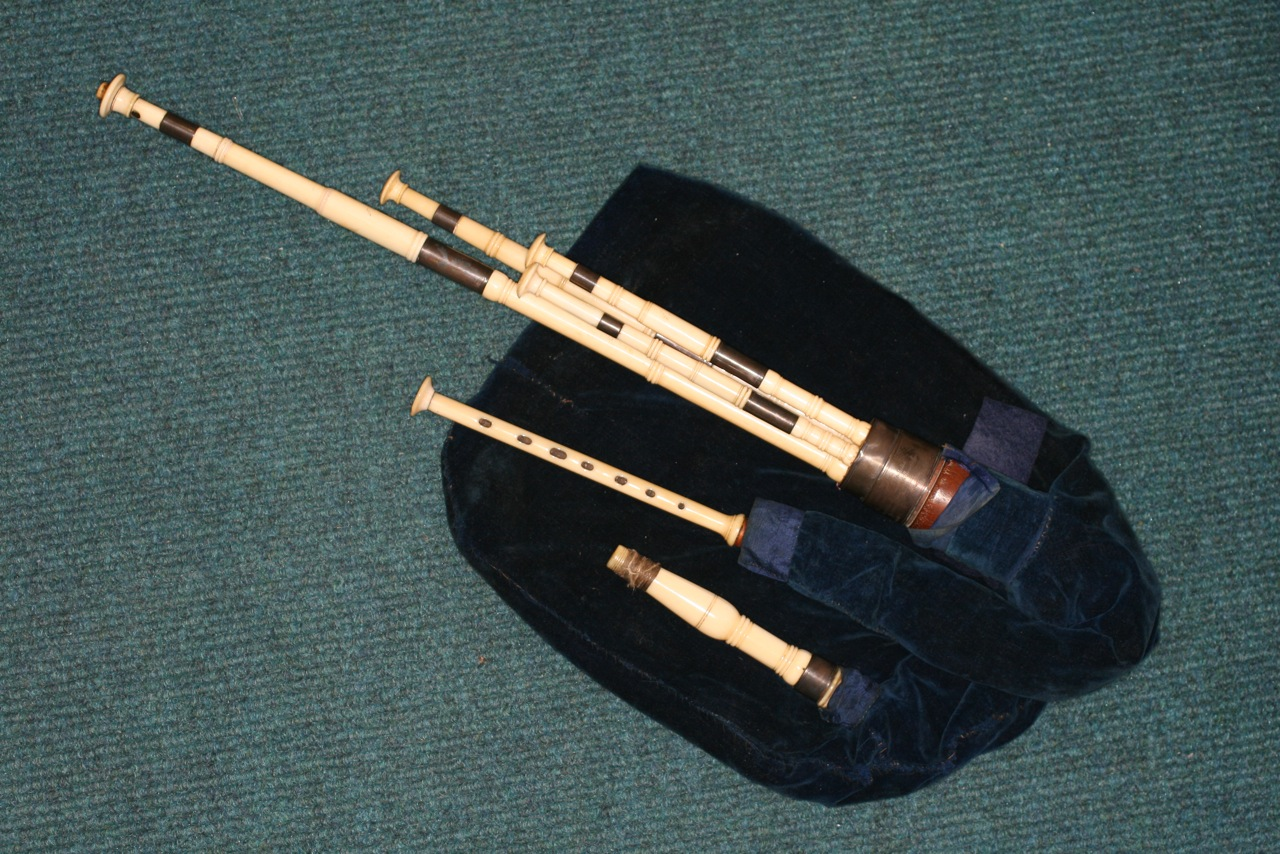
Нортумбрийская волынка

В Англии до нашего времени волынка сохранилась прежде всего на севере, в частности, Нортумбрии, Йоркшире, Линкольншире и Ланкашире.
Нортумбрийская волынка (англ. northumbrian smallpipes) отличается довольно небольшим размером. Первое её упоминание относится к концу XVII века; примерно тем же временем датируется первый известный образец данного инструмента, произведённый в 1695 году. Однако окончательно она формируется к концу XVIII века, тогда складываются её отличительные особенности: нижний конец чантера затыкается и особые музыкальные приёмы (от легато до стаккато) осуществляются с помощью закрытой аппликатуры, так как при закрытии всех игровых отверстии чантер замолкает. Стоит, однако отметить, что единого стандарта конструкции малой нортумбрийской волынки не существует. Такая нортумбрийская волынка и по сей день является самой распространённой разновидностью традиционных волынок Англии. Другая разновидность волынки, бытующая в Нортумбрии (и восстановленная в XX веке по нескольким сохранившимся экземплярам) под названием англ. northumbrian half-long pipes по своему устройству схожа с небольшими шотландскими волынками (в частности, с т. н. англ. lowland pipes).

### Армянская волынка
Армянская волынка паркапзук (арм. Պարկապզուկ) по своему устройству близка ирландской волынке. Состоит из двух или более трубок, снабжённых язычком, и кожаного мешка. Исполнитель надувает мешок сам или мехами. Мешок — воздушный резервуар из кожи или пузыря животного, из которого подают воздух к звучащим трубочкам. Одна из трубок мелодическая, и обладает отверстиями, закрываемыми пальцами во время игры. Остальные, аккомпанирующие трубки — бурдонные, и издают только один тон. В редких случаях применяются две мелодических трубки. Звукоряд диатонический, звучание сильное и резкое. Применяется главным образом для сопровождения танцев. Мешок паркапзука держат под рукой, и с его помощью воздух нажимом локтя нагнетается в трубки. Распространена среди амшенцев (армянский субэтнос).

### Болгарская волынка

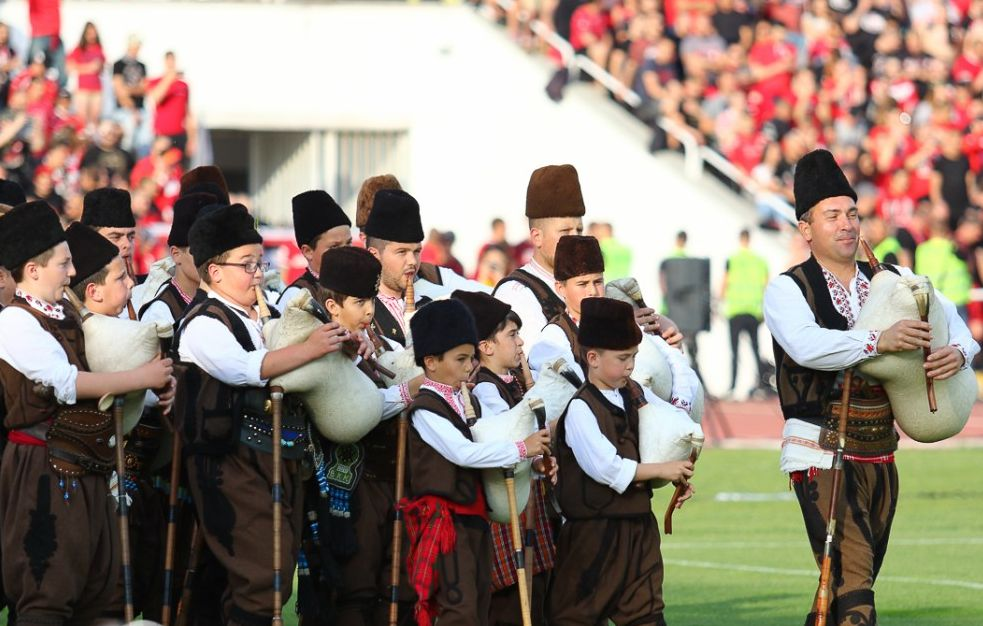
Волынщики-гайдаши, София

Болгарская волынка (болг. гайда) состоит из бурдюка (козьей шкуры), в который вшита трубка, куда дует музыкант. У гайды есть и ещё две трубки — басовая (бурдон) и мелодическая, с отверстиями. Волынщик держит бурдюк под мышкой и дует в трубку, выталкивая воздух через бурдон и мелодическую трубку. Характерной особенностью гайды является «блошиная дырка», расположенная наверху ствола мелодической трубки, дающая возможность воспроизводить при определённой аппликатуре хроматику.
Народные певцы нередко поют под аккомпанемент каба-гайды — большой волынки с низким звучанием. Существуют оркестры из 60-100 волынщиков, играющих на каба-гайдах. Родопы считаются родиной старейшего направления в народной музыке Болгарии. Центральное место в нём занимает гайда — болгарская волынка.

### Бретонская волынка
Бретонская волынка имеет несколько разновидностей. Биню-кож (брет. binioù kozh — «старая волынка») — старинная бретонская волынка, использующаяся, как правило, в паре с бомбардой. Биню-браз (брет. binioù bras — «большая волынка») — волынка, сделанная по модели шотландской в конце XIX века бретонским мастером Доригом Ле Войе, задуманная им как аналог бэгпайпа. Вёз (брет. veuze) — почти то же самое, что и биниу коз, но используется, в отличие от последней, не как аккомпанирующий инструмент, а как основной.

### Валлийская волынка
В Уэльсе волынка известна с XIV столетия. Валлийские волынки, известные по средневековым источникам (в частности, такие изображены на миниатюре валлийской рукописи[какой?] XVI века из собрания Британского музея), а также сохранившемуся образцу 1701 года из собрания Национального музея Уэльса обладали чантером из двух спаренных тростниковых трубок с несколькими игровыми отверстиями (на образце из Национального музея Уэльса их шесть, более того, трубки также снабжены раструбами из коровьих рогов).

### Индийская волынка

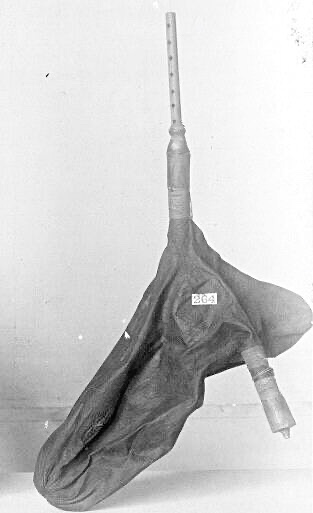
Южноиндийская шрути-упанга

И по сей день на территории Индии сохраняются архаичные образцы волынок. Так, на севере Индии бытует машак (англ. mashak, также санскр. nagabaddha), обладающая мелодической и бурдонной трубками, на мелодической трубке семь игровых отверстий. Во время британского владычества в северной Индии также получили распространение и шотландские волынки, практически вытеснившие исконные. Южониндийская волынка шрути-упанга, в отличие от североиндийской, обладает лишь одним бурдоном (о чём говорит и название — буквально «бурдон к инструменту»), видимо, назначением шрути-упанги было обеспечение бурдонного аккомпанемента к игре на других инструментах (аналогичную функцию выполняет и струнная танпура). Шрути-упанги состоит из мешка из дублёной козьей кожи и одной трубки с несколькими игровыми отверстиями (например, шестью). Отверстия, ненужные для издавания определённой ноты, залеплялись смолой. На шрути-упанги играли под аккомпанемент язычкового инструмента махавина или же заимствованного у британцев кларнета, при этом сама волынка в силу своей простоты конструкции могла удерживаться как и рукой, так и вовсе свободно свисать.
Близкородственным волынке является духовой музыкальный инструмент пунги, используемый заклинателями змей. Корпус состоит из резонатора из тыквы бутылкообразной формы, к которой прикреплены две бамбуковые трубки с язычком. Одна из трубок является бурдонной, другая — мелодической.

### Ирландская волынка

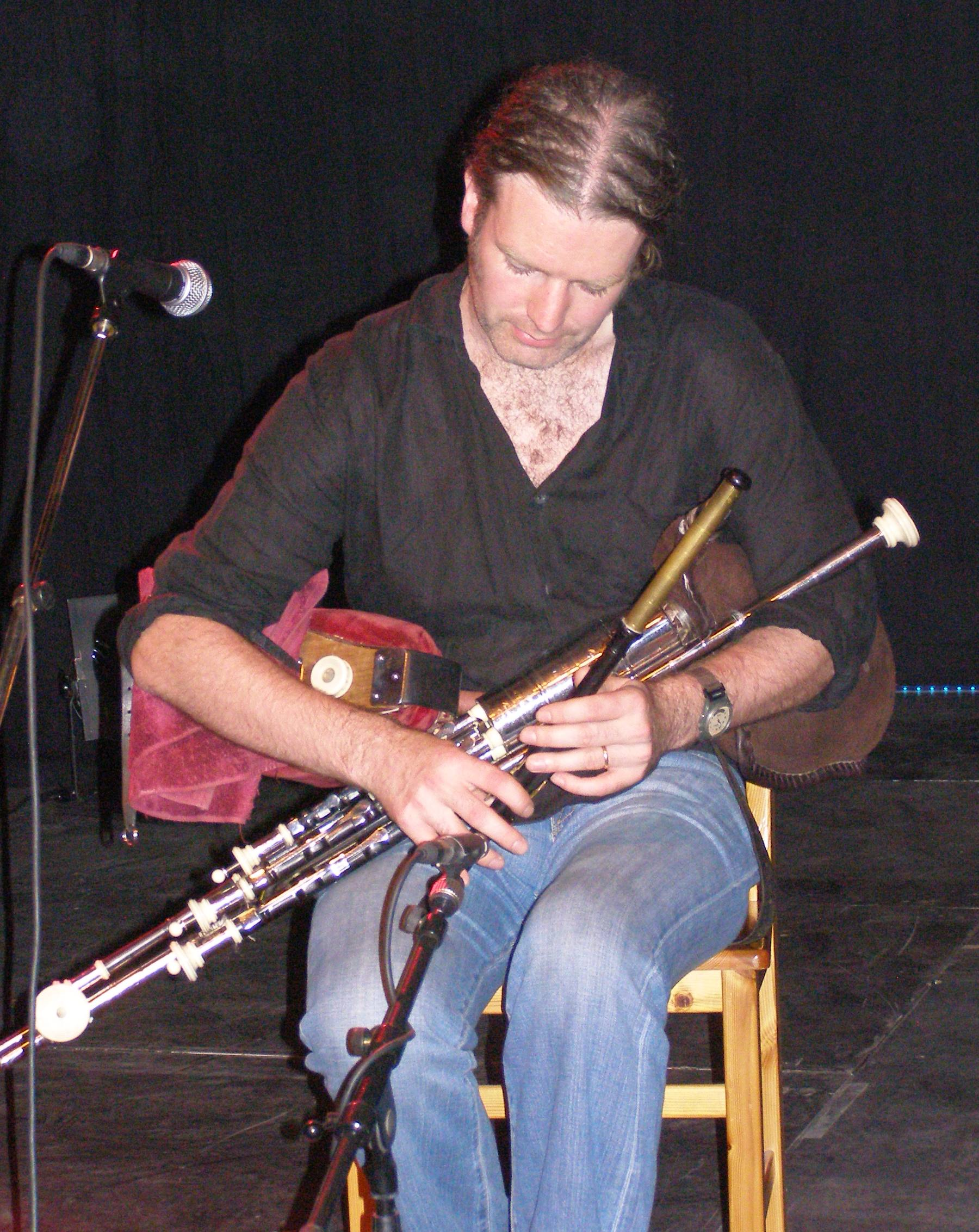
Музыкант, играющий на «полном наборе» ирландской волынки

Ирландская волынка (англ. uilleann pipes [ˈɪlən paɪps, иллян пайпс] — локтевая волынка) в современном виде окончательно оформилась к концу XVIII века. Воздух накачивается в мешок при помощи мехов, а не духовой трубки. Ирландская волынка, в отличие от всех других волынок, имеет диапазон в две полных октавы, а в своём полном варианте также может помимо мелодии играть аккомпанемент с помощью регуляторов.

### Испанская волынка
В Испании волынка, «гайта» (исп. gaita), распространена в Галисии, а также Астурии и восточной части провинции Леон.
Она состоит из чантера с двойной тростью, такой же как у гобоя, одного или двух басовых бурдонов с одинарными тростями как у кларнета. У чантера внутренний конический канал, семь отверстий для пальцев и с обратной стороны отверстие для большого пальца левой руки. Кроме того, он оснащён тремя незакрывающимися отверстиями находящимися в нижней его части на раструбе.

### Итальянская волынка
Волынки данного региона могут быть разделены на 2 типа — северо-итальянские, по конструкции сходные с французскими и испанскими инструментами, и южно-итальянские, известные под общим названием зампонья (итал. zampogna) и отличающиеся двумя мелодическими трубками в общем стоке с двумя бурдонными. Традиционно зампонья используется как аккомпанемент чьярамелле (итал. ciaramella) — небольшому гобоеподобному инструменту.

### Казахская волынка
Казахский национальный инструмент носит название желбуаз (это же название популярно и среди других тюркских народов), внешне напоминает кожаный бурдюк, делается из козьей шкуры. Горлышко желбуаза закрывается специальной закупоркой. Для того, чтобы инструмент можно было носить на шее к нему привязан прочный кожаный шнур. В последнее время инструмент используется в концертах казахских национальных оркестров и фольклорных ансамблей. Найден при археологических раскопках, с 80-х годов XX века хранится в музее национальных музыкальных инструментов имени Ыкыласа Дукенова. Поддерживается стабильная температура; чтобы моль не съела экспонат, с него регулярно стирают пыль специальной марлей. Знаменитый композитор Нургиса Тлендиев впервые использовал желбуаз в концертах оркестра «Отрар сазы». Второй экземпляр инструмента находится на руках у этнофольклорной группы «Туран» в 10—е годы XXI века казахстанские учёные, изучая желбуаз, решили дать ему второе название мессырнай.

### Литовско-белорусско-польская волынка

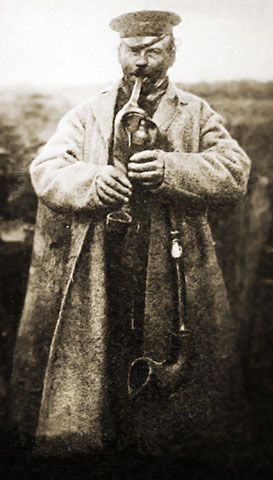
Белорусский дударь

Дуда́ (бел. дуда, лит. duda, dūdmaišis, пол. duda）— белорусский, литовский и польский народный инструмент, разновидность волынки.

### Магрибская волынка

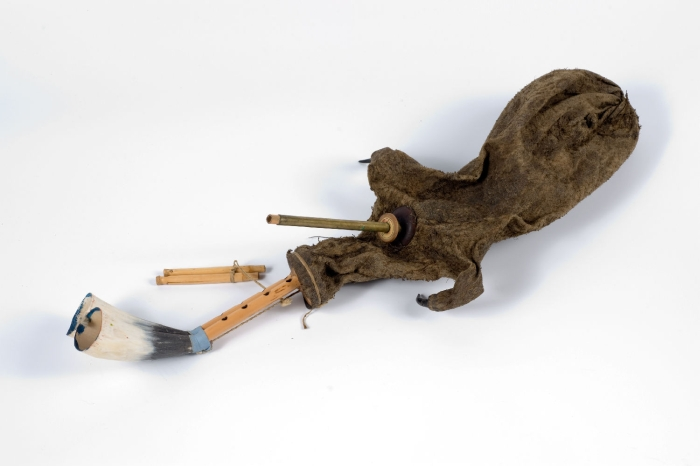
Ливийская зукра из собрания Тропического музея (Амстердам)

В странах Северной Африки западнее Египта — Магрибе (в частности, Алжире, Тунисе и Ливии) — бытует местная разновидность волынки, зукра (араб. زكرة‎, фр. и англ. zukra, фр. zoukra), отличающаяся архаичным устройством. Конструктивно зукра состоит из меха из козьей шкуры, длинной тростниковой трубки для нагнетания воздуха, двух тростниковых трубок с раструбом из рога (они отвечают за звукоизвлечение), вставленных в небольшой деревянный диск, в свою очередь крепящийся в отверстии, сформированном при сшивании меха примерно в области шеи; а также двух небольших пробок в области ног. Язычок находится в верхней части трубок. Ввиду того, что трубки одинаковой длины, а игровые отверстия находятся на примерно одном уровне, то производимые ноты звучат в унисон. Также у длинной трубки нет обратного клапана, поэтому во время игры исполнителю необходимо постоянно подавать воздух. Для этого применяется своеобразная техника дыхания: одновременный вдох носом и выдох ртом, что обеспечивает необходимый перепад давления в мехе во время игры. На зукре могут играть под аккомпанемент ударных, например бубна-бендира.
Алжирско-тунисская разновидность волынки носит название мизвад (араб. مِزْود‎).

### Марийская волынка
Марийская волынка (шувыр, шювюр, шувюр, шюббер, горномар. и луговомар. шӱвыр) состоит из меха (пузырь животного) и 3 трубок — 1 для нагнетания воздуха и 2 игровых, мелодических, находящихся в деревянном ложе и имеющих общий раструб из коровьего рога. Их диапазон — терция и квинта, число игровых отверстий: 2 и 4 (возможно исполнение 2-голосных мелодий). Звукоряд диатонический. Звук сильный, резкий, жужжащего и гнусавого тембра. Шувыр известен с древности, и впервые упоминается в источниках XVIII века. Игра на шувыре аккомпанирует песням и пляскам, и является непременным атрибутом праздников, гуляний, свадеб, поминок и тому подобных событий, хотя в наше время волынку вытеснила гармонь. Часто используется с барабаном (мар. тӱмыр). В старину волынщики и барабанщики пользовались большим почётом, их награждали подарками. Существовали и волынщики-виртуозы с богатым репертуаром исполняемых мелодий (зачастую звукоподражательного характера).

### Мордовская волынка

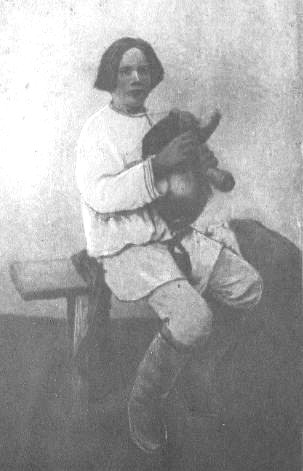
Юноша — мордвин с волынкой

В Мордовии в прошлом волынка также была популярным музыкальным инструментом. Она имела не только музыкальное, но и ритуальное значение: считалось, что игра на ней оберегает присутствующих от сглаза, а также может умилостивить добрых духов.
Мордовская волынка имела две разновидности, имеющие одинаковые названия: мокш. фам, уфам, эрз. пувама.
- Первая разновидность — с воздушным резервуаром из телячьей шкуры, трубкой для вдувания воздуха и тремя голосовыми трубками: одна бурдонная, без отверстий, изготовлялась из липы или берёзы, и две тростниковые игровые, каждая с 3 голосовыми отверстиями. На одной из игровых трубок исполнялась мелодия, вторая использовалась для извлечения бурдонного звука, высоту которого можно менять. Иногда игровые трубки делались съёмными, чтобы их можно было использовать в качестве самостоятельных музыкальных инструментов.
- Вторая разновидность мордовской волынки изготовлялась из бычьего, коровьего или свиного пузыря. В мордовских сёлах существовал обычай отдавать музыкантам пузыри жертвенных животных для изготовления волынок. В пузырь вставлялись две тростниковые трубки с 3 голосовыми отверстиями каждая. Трубки для вдувания воздуха не было, поэтому музыкант надувал пузырь, вынув игровые трубки, и играл, пока запас воздуха не кончится, после чего снова надувал пузырь. Часто волынщики играли вдвоём: пока один исполнитель играл мелодию, второй надувал резервуар своей волынки.

### Осетинская волынка
У осетинской волынки лалым-уадындз (от осет. лалым — «бурдюк» и осет. уадындз — «свирель») одна мелодическая трубка, сделанная из стебля шиповника, которая вдевается в мешок через деревянную пробку. Зазоры между трубкой и каналом для неё в пробке замазаны воском. На игровой трубке пять отверстий. Кожаный мешок чаще всего делали из цельной шкуры козлёнка или ягнёнка. Изготовлялся лалым уадындз следующим образом: зарезав козлёнка и отрезав голову, снимается кожа целиком. После соответствующей обработки её отрубями или квасцами, наглухо закрываются деревянными затычками отверстия от задних ног и горловина. В отверстие передней левой ноги вставляется вделанный в деревянную пробку уадындз и замазывается воском, чтобы не было утечки воздуха, а в отверстие передней правой ноги, вставляется деревянная трубка, для нагнетания воздуха в мешок.
В конец трубки, входящий внутрь мешка, вделан язычок-пищик, как у уадындза, извлекающий звук под действием нагнетенного в мешок воздуха. Во время игры инструмент держат под мышкой и по мере того, как воздух из него выходит, таким же образом нагнетается каждый раз, не прерывая игры.

### Португальская волынка
В некоторых исторических провинциях Португалии имеются различные разновидности волынки гайта-де-фоле (порт. Gaita-de-fole): гайта транжмонтана (порт. Gaita Transmontana) или мирандская гайта (порт. Gaita Mirandesa) в Траз-уш-Монтиш и Алту-Дору, галисийская гайта (порт. Gaita Galega) в Минью, другие виды встречаются в провинциях Дору-Литорал, Бейра-Литорал и Эштремадура.

### Русская волынка

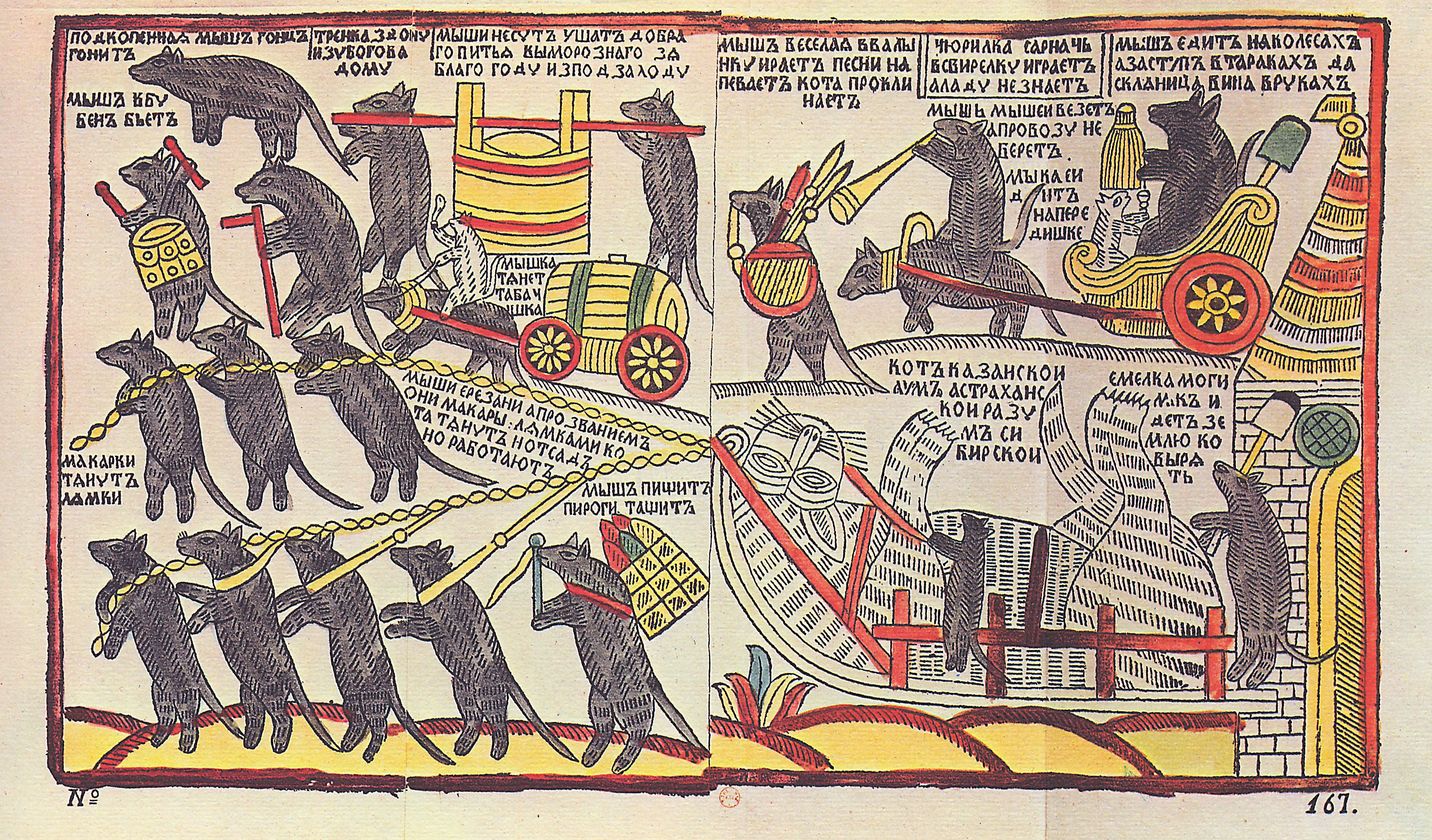
Мышь играет на волынке. Лубок «Мыши кота погребают», 1760

Волынка (дуда, коза) состоит из кожаного воздушного резервуара — меха с двумя или тремя игровыми трубками, а также трубки для нагнетания воздуха. Родиной русской волынки считается Волынь — область Западной Руси. В Белоруссии и на Украине она называется дуда, в Польше и Молдавии — коза. Была некогда популярным на Руси народным музыкальным инструментом. Сведения о ней встречаются в иконографических и письменных памятниках культуры русского народа XVI—XIX веков. Самое раннее изображение имеется в Радзивиловской летописи (XV век) на миниатюре «Игрище славян вятичей». В 2015 году при раскопках на Пятницком раскопе в Старой Руссе была найдена деталь волынки — чантр (мелодическая трубка). Находка датируется концом XIV века и является первой на территории русских княжеств. В 2022 году на той же усадьбе на Пятницком раскопе нашли второй чантр, но на 150 лет более древний.
Высшими кругами общества волынка игнорировалась, так как её мелодию считали негармоничной, невыразительной и однообразной, она обычно считалась «низким», простонародным инструментом. Поэтому в течение XIX века волынка была постепенно вытеснена более сложными духовыми инструментами типа гармони и баяна. Примерно в середине XX века волынка ещё использовалась в Смоленской и западной части Тверской области.
Изготавливалась из бычьего пузыря или цельного кожаного мешка, снятого с козлёнка, двух тростниковых трубок, настроенных в квинту — мелодической (жалейка) и бурдонирующей (издающей неизменный тон), а также трубки для нагнетания воздуха.

### Удмуртская волынка
У удмуртов волынка (удм. быз, кубыз), согласно описанию марийского композитора и музыковеда Якова Эшпая, состояла из мешка из телячьей кожи, коровьего рога или деревянного раструба (вероятно, бурдона), мелодические трубки с ладами и трубку для подачи с мундштуком для подачи воздуха.

### Украинская волынка
На территории Украины волынка может именоваться «коза» — видимо, за характерный звук и изготовление из козьей шкуры. Более того, инструменту придают ещё и внешнее сходство с животным: обтягивают козьей шкурой, прикрепляют глиняную козью голову, а трубки стилизуют под ноги с копытами (аналогично волынки с деревянной козьей головой распространены почти во всех карпатских регионах — в Словакии, Польше, Чехии и на Западной Украине, у лемков и на Буковине). Коза являлась, в частности, неизменным атрибутом гуляний и колядований.

### Французские волынки

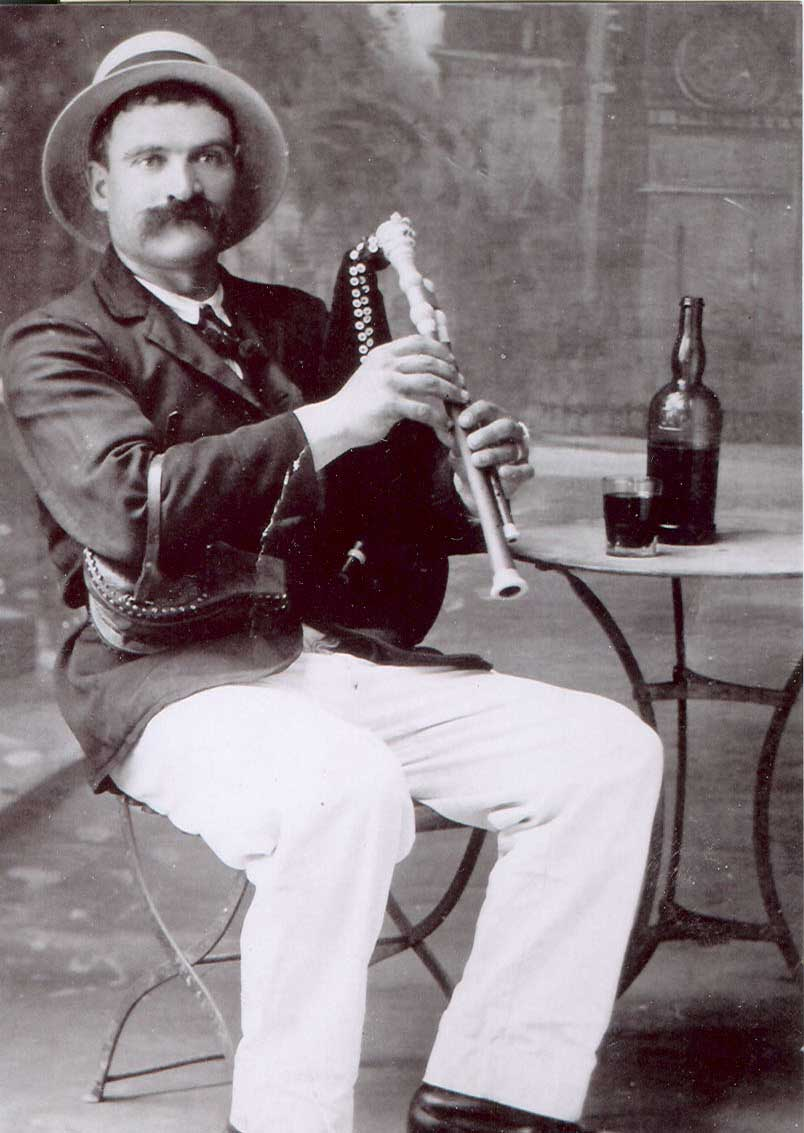
Жан Раскалу — исполнитель на овернской кабретте

Во Франции существует множество типов волынки — это связано с большим разнообразием музыкальных традиций районов страны. Вот лишь некоторые из них:
- Центральнофранцузская волынка (фр. musette du centre, cornemuse du Berry), распространённая в местностях Берри и Бурбонне. Представляет собой двухбурдонный инструмент. Бурдоны — большой и малый, малый расположен снизу, возле чантера, настроены друг с другом в октаву. Трость чантера двойная, бурдонные — одинарные; воздух нагнетается через вдувалку. Звукоряд хроматический, диапазон полторы октавы, аппликатура полузакрытая. Существуют более поздние варианты этого инструмента с тремя бурдонами и мехами для нагнетания воздуха. Традиционно используется в дуэте с колёсной лирой.
- Кабретта (фр. chabrette, овернск. окс. cabreta) — однобурдонная волынка локтевого типа, появившаяся в XIX столетии в среде осевших в Париже овернцев и быстро распространившаяся в самой провинции Овернь и в окрестных регионах Центра Франции, практически вытеснив из обихода местные, более архаичные типы инструмента, например, лимузенскую шабретту (окс. chabreta limousina).
- Бодега (окс. bodega) — волынки с мехом из козьей шкуры, вдувалкой и одним бурдоном, распространённые в южных окситаноговорящих департаментах Франции.
- Мюзет де кур (фр. musette de cour) — «салонная» волынка, широко использовавшаяся в XVII—XVIII веках в придворной барочной музыке. Этот тип волынки отличается двумя игровыми трубками, бурдонным бочонком и мехом для нагнетания воздуха[источник не указан 156 дней]. Мюзет нередко покрывался дорогими тканями, а трубки золотились и серебрились[17].

С распространением аккордеона в XIX-XX веках, тот сильно потеснил волынки в качестве главного музыкального инструмента (особенно в Оверни, где под аккомпанемент волынки исполняли народный танец бурре).

### Чешская волынка
На юге Богемии (историческая область в центре и на западе Чехии) волынка как минимум с XIII века удерживает лидирующую позицию в инструментальной народной музыке. В середине XX века волынка ещё сохранялась в народных ансамблях ходов, тешинских силезцев и в Пошумавье — области на чешско-германско-австрийской границе. Ранее волынки также бытовали и на юге Моравии.

### Чувашская волынка
У чувашей существует две разновидности волынки — шапар (чув. шӑпӑр) и зурна (чув. сӑрнай). Шапар состоит из мешка (пузырь быка или коровы), костяной или металлической трубки для нагнетания воздуха и двух оловянных мелодических трубок, укреплённых на деревянном ложе. На них надевали раструб из коровьего рога и иногда дополнительный — из бересты. Левая трубка имеет два-три, правая три-четыре игровых отверстия (у неё внизу есть 3—7 небольших подстроечных отверстий). Трости обычно одинарные, хотя в Тетюшском районе (Татарстан) применяются и двойные. Звукоряды очень разные с использованием как хроматических, так и диатонических интервалов.
У зурны, отличие от шапара, мешок изготавливают не из пузыря, а из телячьей или козьей кожи. Имеет вдувник, два бурдона (чаще всего настроены в квинту) и одну мелодическую трубку с шестью игровыми отверстиями и углублениями для пальцев. Все трубки деревянные. Трости одинарные, сделанные из гусиного пера или тростника. Звукоряд обычно диатонический, но встречаются и пропуски ступеней, увеличенные или уменьшенные октавы и т. п. Играют обычно сидя, громко отбивая ритм ногами.

### Шотландская волынка

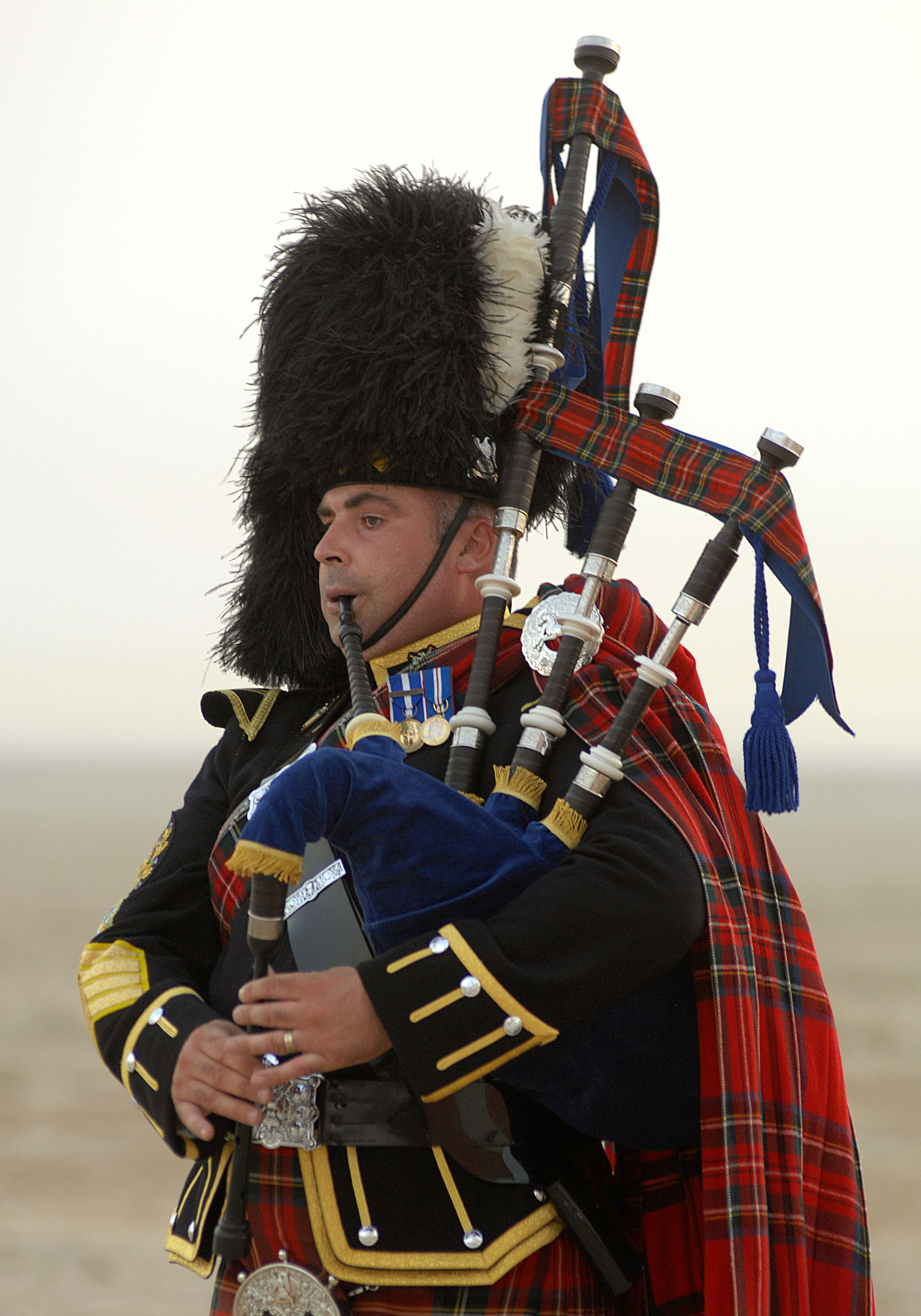
Волынщик Королевского шотландского драгунского гвардейского полка играет на большой хайлендской волынке

Волынка является национальным шотландским национальным инструментом. Несмотря на то, что волынки широко известны по всей Европе, именно в Шотландии вошла в культурную жизнь настолько прочно, что стала поистине национальным символом. Самой распространённой разновидностью волынки в Шотландии является большая хайлендская волынка (англ. Great Highland bagpipe, гэльск. a' phìob mhòr). Она представляет собой мешок-бурдюк (англ. goose) из вывернутой наизнанку овечьей или козьей шкуры (нередко покрытой тартановой тканью), к которому прикрепляются (привязываются) три бурдонные трубки (англ. drones), одна трубка-чантер (англ. chanter) с восемью игровыми отверстиями и специальная короткая трубка для вдувания воздуха. Имеет упрощённую подачу воздуха (через поддувную трубку), что обеспечивает свободу правой руке. Деревянный трубки покрываются чёрной морилкой и украшаются вставками из кости и нейзильбера. Помимо неё существуют также и другие виды, например, бордер и шотландская малая волынка. Существовала и такая разновидность, как англ. lowland pipes, отличавшаяся более мягким звучанием (хотя репертуар ничем не отличался от такового у большой волынки, и многие волынщики имели при себе и большую, и малую волынки). Промысел изготовления lowland pipes был развит в Глазго и некоторых других городах. Данная разновидность появилась в начале XVIII века и использовалась, хоть и значительно реже, чем большая разновидность, до конца XIX века.
При игре волынщик наполняет воздухом резервуар и, нажимая на него локтем левой руки, заставляет звучать бурдонные и игровую трубки, в свою очередь снабжённые специальными язычками (тростями), причём, в бурдонных трубках используются одинарные, а в игровой трубке двойные трости, изготовленные из камыша.
В целом большая хайлендская волынка — самая популярная и узнаваемая волынка в мире. Волынщики очень ценились кланами и имели привилегии по отношению к другим членам клана. Их профессия передавалась из поколения в поколение. Одни из самых известных наследственных волынщиков Хайленда Маккриммоны, служившие клану Маклауд из Данвегана, даже открыли на острове Скай собственный колледж, в котором обучали игре на волынке.
Британская армия использовала волынщиков во многих военных кампаниях.

### Эстонская волынка
Эстонская волынка (эст. torupill) изготовляется из желудка или мочевого пузыря крупного животного, такого как морской котик, имеет одну, две или (реже) три бурдонные трубки, флейту в качестве голосовой трубки и дополнительную трубку для вдувания воздуха.

## Обслуживание и расходные материалы
В мешок помещается специальный состав (bag seasoning, bagpipe seasoning), цель которого не только в том, чтобы предотвратить утечку воздуха из мешка. Он служит как покрытие, удерживающее воздух, но выпускающее воду. Мешок из цельной резины (встречается на непригодных для игры волынках, настенных сувенирах, которыми обманывают туристов) полностью заполнился бы водой за полчаса игры. Вода из волынки выходит через намокающую кожу мешка.
Трости (и бурдонные, и чантерные) могут изготавливаться из тростника или из пластика. На пластиковых тростях легче играть, но звук лучше у натуральных, тростниковых тростей. Поведение натуральных тростей очень зависит от влажности воздуха, во влажном воздухе трости работают лучше. Если натуральная трость пересохла, в некоторых случаях помогает поместить её в воду (или облизать), вытащить и подождать некоторое время, при этом перемачивать тоже нельзя. (В пособиях для новичков часто встречается совет пытаться играть на волынке с пересохшими тростями час или несколько, до тех пор, пока трости не получат влагу из выдыхаемого воздуха. Возможно, когда-то этот рецепт был придуман как шутка или наказание за нерегулярность занятий.) С помощью определённых механических манипуляций трость можно сделать «легче» или «тяжелее», адаптировать её к большему или меньшему давлению. Независимо от материала, каждая отдельная трость имеет свой «характер», музыкант должен к нему приспособиться.